# Archie Jewell
Archibald "Archie" Jewell, britanski mornar in pomorščak * 4. december 1888 Bude, Cornwall, Anglija † 17. april 1917 Angleški kanal.                                                                        
Jewell je bil član posadke ladje RMS Titanic. Preživel je potop Titanica in njene sestrske ladje Britannic, vendar je umrl v potopu ladje SS Donegal, leta 1917.

## Življenje
Archibald Jewell, znan kot Archie, je bil najmlajši otrok Johna Jewella, mornarja in njegove žene Elizabeth Jewell. Imel je šest starejših bratov in sester, dve sestri in štiri brate. Njegova mama je umrla 9. aprila 1891.
Leta 1903 je Jewell pri 15 letih začel delati na manjših jadrnicah. Družbi White Star Line se je pridružil leta 1904. Jewell je skoraj osem let služil kot polni mornar na Oceanicu, v tem času pa je živel v Southamptonu. Nekje okoli leta 1916 se je poročil z Bessie Heard in se z njo preselil v Bitterne. Bessie Jewell je jeseni 1916 rodila njunega sina Raymonda Hope Jewella.

## Kariera
6. aprila 1912 je bil Jewell premeščen na ladjo RMS Titanic kot eden od šestih opazovalcev, skupaj z 24-letnim Georgeom Symonsom. Jewell je bil na opazovalnem mestu na sprednjem jamborju med 2:00 na 4:00 in nato med 20:00 in 22:00 ponoči 14. aprila 1912.
Okoli 22:00 sta Jewella in Symonsa zamenjala opazovalca Reginald Lee in Frederick Fleet. Jewell je bil v svoji kabini ob 23.40, ko je prišlo do trčenja z ledeno goro. Ob 00:45 je bil Jewell eden prvih, ki se je rešil potopa z reševalnim čolnom št. 7.
Po prihodu v New York City na RMS Carpathia se je Jewell 29. aprila 1912 vrnil v Anglijo na krovu ladje SS Lapland. Bil je med prvimi pričami, ki jih je Lord Justice Mersey opravil 3. maja 1912 pred britanskim preiskovalnim odborom o nesreči. Zastavljenih je bilo vsaj 331 vprašanj.
Jewell je med prvo svetovno vojno delal na ladji HMHS Britannic. 21. novembra 1916 je Britannic zadel nemško morsko mino in potonil v manj kot eni uri. Jewell je preživel potop, skupaj z dvema članoma posadke, ki sta tudi preživela potop Titanica, medicinska sestra Violet Jessop in kurjač Arthur John Priest. 
Decembra 1916 je Jewell zapustil družbo White Star Line in bil najet na ladji SS Donegal, potniški ladji, ki je v službo vstopila leta 1904. Donegal je bil med prvo svetovno vojno preurejen v bolniško ladjo za prevoz ranjenih vojakov prevažal iz Francije v Anglijo. 1. marca 1917 je eno od teh potovanj vključevalo sovražni stik z nemško podmornico. Močno poškodovan Donegal bi lahko prišel na varno, vendar ga nikoli niso popravili. 17. aprila 1917 je še ena nemška podmornica brez opozorila torpedirala ladjo Donegal. Ladja je potonila 9 navtičnih milj južno od Deana, umrlo je 12 članov posadke in 29 britanskih vojakov. Archie Jewell je bil med enajstimi člani posadke; bil je star 28 let, ko je umrl. Njegovega trupla niso nikoli našli. Na krovu je bil tudi John Priest, ki pa je preživel.
Spominska plošča v spomin na Jewella je bila postavljena v Tower Hill na Trinity Square. Njegov sin je umrl 10. decembra 1930 v starosti 14 let po hudi bolezni v Exeterju. Jewellov oče je umrl 19. januarja 1936.